# Карпов, Александр Фёдорович (генерал)
Александр Фёдорович Карпов (1842 — 1918) — военный губернатор и командующий войсками Семипалатинской области, генерал-лейтенант.

## Биография
А. Ф. Карпов родился 27 августа 1842 года. Получив домашнее образование, он 2 июня 1860 года поступил на военную службу и 29 января 1863 года был произведён из юнкеров в прапорщики и в том же году принял участие в кампании в Польше. 27 июня 1865 года он был произведён в подпоручики, 1 июля 1867 года — в поручики, а затем, служа в 5-м понтонном полубатальоне, поступил в Николаевскую академию Генерального штаба, успешно окончил её курс (четвёртым в выпуске) и за отличие 28 марта 1871 года был произведён в штабс-капитаны.
В следующем году Карпов был переведён в Генеральный штаб, 8 апреля 1873 года произведён в капитаны, а 30 августа 1876 года — в подполковники. Карпов принял участие в Русско-турецкой войне 1877—1878 годов в качестве офицера для поручений при штабе 12-го армейского корпуса и за проявленные отличия был награждён орденом Святого Владимира 4-й степени с мечами и бантом. По окончании войны Карпов в мае 1878 года был назначен начальником штаба 26-й пехотной дивизии и 30 августа 1879 года произведён в полковники.
C 27 февраля 1889 года Карпов командовал 26-м пехотным Могилёвским полком, 13 августа 1890 года был назначен начальником штаба 11-го армейского корпуса и 30 августа того же года произведён в генерал-майоры.
Этот пост Карпов занимал чуть менее года: 15 июля 1891 года он сменил генерала О. В. Щетинина на посту военного губернатора Семипалатинской области и командующего в ней войсками. 6 декабря 1899 года Карпов был произведён в генерал-лейтенанты.
31 января 1895 года получила самостоятельность Киргизская миссия, находившаяся в Семипалатинске, и в том же году Карпов присутствовал на закладке в Заречной Слободке Семипалатинска миссионерской церкви и дома начальника миссии.
В 1898 году Карпов поддержал инициативу секретаря Семипалатинского областного статистического комитета Н. Я. Коншина о создании Семипалатинского подотдела Русского географического общества и оказал деятельную поддержку процессу учреждения подотдела, завершившемуся в апреле 1902 года, уже после ухода Карпова с поста губернатора.
В 1900 году после назначения 5 июля командующего войсками Сибирского военного округа генерала М. А. Таубе в Государственный совет его преемник не был сразу же выбран и первоначально временное исправление обязанностей командующего было возложено на генерал-майора Якубовича. Всеподаннейшим докладом от 28 июля военный министр испросил Высочайшего соизволения временно возложить обязанности командующего (и наказного атамана Сибирского казачьего войска) на генерала Карпова по его возвращении из ранее разрешённого ему отпуска (который он, ввиду происходившего в Китае восстания ихэтуаней, сам счёл невозможным продолжать и уже возвращался к месту службы); Николай II дал на это своё согласие.
В 1901 году в связи с десятилетним пребыванием в должности губернатора Карпов был избран первым почётным гражданином Семипалатинска.
23 октября 1901 года генерал Карпов был уволен от службы по болезни с мундиром и пенсией.
Со слов ныне живущих в Евпатории, Республика Крым, родственников, вышедши в отставку, генерал, страдающий астмой, жил в собственной усадьбе, расположенной в Дачном районе Евпатории, на том участке, где сейчас находится санаторий «Прибой». С супругой Александрой Михайловной (в девичестве Печеновской) у них было четыре сына — Борис (1873 г.р.), Фёдор (1875 г.р.), Сергей (1880 г.р.), Александр (1881 г.р.). Две их дочери  закончили Смольный институт благородных девиц Санкт-Петербурга — Мария Сеферова, 1887 г.р., вышла замуж за Левона Яковлевича, брата известного евпаторийского архитектора Павла Яковлевича Сеферова и Олимпиада Волконская, 1877 г.р. — актриса Красноярского и Минусинского театров, старейших в Сибири. Сын Фёдор погиб в 1905 году на русско-японской войне.
В период Первой мировой войны генерал-лейтенант А.Ф. Карпов возглавлял Евпаторийское отделение Российского Общества Красного Креста.
Когда к власти в Крыму в 1918 году пришли красные, они забрали награды генерала, в том числе оружие, а самого выгнали с дачи. Старик ушёл на съёмную квартиру в тот дом своего друга, в котором ныне находится пансионат Трёхгорной мануфактуры (Дом Синани).
Александр Фёдорович Карпов свои земные дни закончил в Евпатории. В этот период Крым был оккупирован немцами, они похоронили его с воинскими почестями, салютом, организовали отпевание в соборе Святого Николая. Генерал похоронен на старорусском кладбище Евпатории у ж/д полотна правее от могил воинов, погибших от ранений в госпиталях Евпатории в период Великой Отечественной войны и после её окончания.

## Награды
За свою службу Карпов был награждён следующими орденами.
- Орден Святой Анны 3-й степени (1874 год).
- Орден Святого Владимира 4-й степени с мечами и бантом (1877 год).
- Орден Святого Станислава 2-й степени (1878 год).
- Орден Святой Анны 2-й степени (1881 год).
- Орден Святого Владимира 3-й степени (1883 год).
- Орден Святого Станислава 1-й степени (1893 год).
- Орден Святой Анны 1-й степени (1896 год).